# 하야시 미즈키
하야시 미즈키(일본어: 林 瑞輝, 1996년 9월 4일 ~ )는 일본의 축구 선수이다. 현재 J1리그의 감바 오사카에서 뛰고 있다.

## 구단 경력
그는 2015년부터 2021년까지 J리그의 감바 오사카, 레노파 야마구치 FC에서 활동하였다.

## 국가대표팀 경력
그는 2013년 FIFA U-17 월드컵에 참가할 일본 U-17 국가대표팀에 발탁되었으며, 1경기에 출전했다.